# Предлагавшаяся передача Гамбии Франции

Британская Гамбия на карте Африки

Предлагавшаяся передача Гамбии Франции — существовавший в конце XIX века политический вопрос в Великобритании. Он поднимался как в 1870 году, так и в период с 1874 по 1876 год. Оба раза он столкнулся с серьёзным протестом как со стороны местного населения, так и со стороны британских торговцев в Гамбии. 
Этот вопрос снова был поднят в 1890-х годах; так, Гамбию предлагалось обменять на лишение французов прав на занятие рыбным промыслом у побережья Ньюфаундленда.

## Предложение 1870 года

### Первоначальное предложение и принятие
В 1868 году Артур Кеннеди, губернатор Сьерра-Леоне, принял к рассмотрению запрос французов относительно возможности уступки Гамбии Франции в обмен на другие французские территории в Западной Африке. 
В апреле 1869 года он заявил, что такая договорённость будет иметь очевидные торговые, административные и военные выгоды для англичан. Однако Кеннеди предупредил, что местное население испытывает «рыцарскую привязанность к королеве и её правительству». Он также отметил, что «местные жители будут рассматривать любые переговоры как продажу своей страны». 
В феврале 1870 года британские власти в целом приняли это предложение. Вместе с тем они отказались от предложенных французами поселений, согласившись уступить свою колонию в обмен на отказ французов от каких-либо претензий на спорный регион Меллакури к северу от города Фритаун. Это предложение было принято французами в марте.

### Оппозиция в Гамбии

#### Недовольство местных жителей
После того, как новости о проходящих переговорах достигли Гамбии, члены свободной африканской общины в Батерсте, в частности Дж. Д. Ричардс, С. Дж. Форстер-старший и У. К. Уолкотт, выступили против предлагавшегося обмена. В период с апреля по октябрь 1870 года было организовано три соответствующие петиции. В Лондоне Джозеф Реффлз осудил идею уступки Гамбии в своих письмах в The African Times.

#### Мнение британских торговцев
Мнения британских торговцев в Гамбии по поводу предлагаемой уступки Гамбии разделились. Тем не менее против такой идеи выступила большая их часть во главе с Томасом Чоуном, чьи компании, основанные в 1840-х годах, были одними из старейших в Батерсте. Томас Браун (1811—1881), один из крупнейших торговцев Гамбии того времени, был категорически против возможности передачи Гамбии французам. Он был единственным неофициальным членом Законодательного совета Гамбии в 1870 году, и когда появились новости о возможной передачи, он ясно обозначил свою оппозицию как внутри, так и за пределами совета. Браун также убедил Торговую палату Манчестера выступить против этого предложения. В мае 1871 года он основал первую в Гамбии газету The Bathurst Times, призванную противостоять идее уступки Гамбии. Просуществовала она, однако, недолго.

### Парламентские дебаты
15 июля 1870 года в Палате лордов Уильям Монтегю, 7-й герцог Манчестер, обратился к министру колоний по поводу предлагаемой уступки Гамбии. Он завил, что этот вопрос, по-видимому, связан с «неправомерным использованием прерогативы Короны». Он отметил, что передача крупного морского порта с выгодным расположением стране, находящейся в состоянии войны с одним из союзников Великобритании, явилось бы нарушением её нейтралитета. Он утверждал, что «если французы считают желательным получить Гамбию, то и нам должно быть столь же желательно сохранить её». Монтегю также заявил, что жители Гамбии не должны передаваться под контроль другой державы без их согласия. Он также сослался на то, что 600 коренных жителей Гамбии без участия англичан подписали петицию, которая была отправлена в Управление по делам колоний. Герцог предположил, что их главная мотивация заключалась в том, чтобы избежать своих потерь в торговле в случае, если Гамбия будет передана под контроль Франции.
Гренвиль Левесон-Гоуэр, 2-й граф Гренвиль, который только что стал министром иностранных дел и по делам Содружества, ответил от имени министра колоний. Он заверил, что вопрос по передаче Гамбии французам никогда не будет решён без согласия парламента. Вместе с тем он заявил, что парламентёрам будет чрезвычайно трудно доказать выгоду, которая будет получать страна от сохранения этой территории. Он указал на то, что, поскольку работорговли больше нет, сохранение Гамбии не имеет особого смысла. Гренвиль также отметил, что Гамбия не представляет никакого военного значения, «если только наши моряки не охвачены необычной прихотью сбежать и спрятаться там от остального мира». Он утверждал, что на самом деле объём торговли «неуклонно падал», а вместе с ним и «доходы» от колонии. Граф указал на то, что чиновникам Управления по делам колоний, как правило, трудно адаптироваться к условиям в Гамбии, а также что подписи в петиции, на которую ссылается герцог, по-видимому, были поставлены одним и тем же человеком. В заключении граф Гренвиль сказал: «Хотя колония и принесёт большую пользу французам из-за процветающей колонии Сенегал, я думаю, не будет преувеличением сказать, что Гамбия является для нашей страны безусловным бременем без каких-либо искупающих это свойств».

## Второе предложение (1874—1876)
В апреле 1874 года французское правительство снова предложило передать им Гамбию. На этот раз они предложили обменять её на Кот-д’Ивуар и регион Меллакури. Как только эта новость появилась в середине 1875 года, в Батерсте начало активно действовать противление этому предложению. Освобождённые африканские политические лидеры сформировали Ассоциацию коренных жителей Гамбии для координации своих инициатив. Аналогичным образом британские торговцы для противодействия возможной уступки Гамбии сформировали Комитет Гамбии. Переговоры вновь были отложены, а в марте 1876 года, когда выяснилось, что он мог ввести парламент в заблуждение, Генри Герберт, 4-й граф Карнарвон, ведший переговоры с французами, прервал их.
В 1876 году автор статьи в South Australian Register о возможной уступке Гамбии заключил следующее: «В настоящий момент каждая часть обширной колониальной империи Англии полностью лояльна ей, но не будет преувеличением сказать, что возникнут совершенно другие настроения, если британское правительство однажды согласится с принципом, согласно которому в угоду государственным деятелям любая из колоний может быть отдана или обменена с иностранной державой, не только без согласия, но и вопреки желанию народа, чья преданность становится предметом сделки».

## Провал предложений 1870-х годов
Идея передачи Гамбии оставалась в политической повестке и в 1880-х годах, но ни одно правительство не выдвинуло никаких ясных предложений по этому поводу. В то же время разразилась Франко-прусская война, после которой французы не возвращались к теме уступки им Гамбии, а британские власти «по-видимому, передумали заниматься этим вопросом».

## Новое предложение (1890-е годы)
Вопрос о возможной передачи Гамбии снова возник в 1890-х годах, когда британские власти предложили передать французам некую западноафриканскую колонию, вероятно, Гамбию, в обмен на отказ тех от своих прав на рыбный промысел на побережье Ньюфаундленда. По данным «The New York Times», спор о правах на рыболовство на Ньюфаундленде продолжался со времён Утрехтского мирного договора 1713 года. 
В 1891 году газета «The Spectator» отмечала, что «Британская Гамбия мало что приносит Англии, кроме как в качестве средства нанесения ущерба Франции; с нашей стороны было бы вполне разумно обменять её, как предлагалось».